# Europees kampioenschap voetbal 2020 (Groep D) Engeland - Schotland
Dit artikel gaat over de wedstrijd in de groepsfase in groep D tussen Engeland en Schotland die gespeeld werd op vrijdag 18 juni 2021 tijdens het Europees kampioenschap voetbal 2020.

## Voorafgaand aan de wedstrijd
- Engeland stond bij aanvang van het toernooi op de vierde plaats van de FIFA-wereldranglijst.[1]
- Schotland stond bij aanvang van het toernooi op de 44e plaats van de FIFA-wereldranglijst.[2]
- De confrontatie tussen de nationale elftallen van Engeland en Schotland vond 114 maal eerder plaats.[3]
- Het duel vond plaats in het Wembley Stadium in Londen, Engeland. Dit stadion werd in 2007 geopend.

## Wedstrijdgegevens[4]
| Datum                | 18 juni 2021                                                                                                  | 18 juni 2021                                                                                                  |
| Wedstrijdnummer      | 21e | 21e |
| Stadion              | Wembley Stadium, Londen, Engeland                                                                             | Wembley Stadium, Londen, Engeland                                                                             |
| Toeschouwers         | 20.306 | 20.306 |
| Scheidsrechter       | Antonio Mateu Lahoz                                                                                           | Antonio Mateu Lahoz                                                                                           |
| Assistenten          | Pau Cebrián Roberto Díaz                                                                                      | Pau Cebrián Roberto Díaz                                                                                      |
| Vierde official      | Cüneyt Çakir                                                                                                  | Cüneyt Çakir                                                                                                  |
| Videoscheidsrechters | Alejandro Hernández José María Sánchez Martínez (assistent) Filippo Meli (assistent) Paolo Valeri (assistent) | Alejandro Hernández José María Sánchez Martínez (assistent) Filippo Meli (assistent) Paolo Valeri (assistent) |
| Man van de wedstrijd | Billy Gilmour                                                                                                 | Billy Gilmour                                                                                                 |
|                      | Engeland | Schotland |
| Doelpunten           | 0 | 0 |
| Gele kaarten         | 0 | 2 |
| Rode kaarten         | 0 | 0 |
| Wissels              | 2 | 2 |
| Schoten op doel      | 1 | 1 |
| Schoten naast doel   | 9 | 11 |
| Overtredingen        | 13 | 14 |
| Hoekschoppen         | 6 | 5 |
| Buitenspel           | 2 | 0 |
| Balbezit (%)         | 60% | 40 |

| Engeland | 0 – 0        | Schotland |
| | goals        | |
| Gareth Southgate | bondscoach   | Steve Clarke |
| Jordan Pickford Luke Shaw Declan Rice John Stones Harry Kane 74' Raheem Sterling Kalvin Phillips Tyrone Mings Mason Mount Phil Foden 63' Reece James | opstellingen | David Marshall Stephen O'Donnell Andy Robertson Scott McTominay Grant Hanley Kieran Tierney John McGinn Callum McGregor Lyndon Dykes 86' Che Adams 76' Billy Gilmour |
| Jack Grealish 63' Marcus Rashford 74' | wissels      | 76' Stuart Armstrong 86' Kevin Nisbet |
| | gele kaarten | 15' John McGinn 87' Stephen O'Donnell |